# 朱文榘
朱文榘（1930年12月1日—2009年7月1日），贵州开阳人，中华人民共和国政治人物，中华全国工商业联合会原副主席，天津市人大常委会原副主任，第七、八、九届全国政协委员。朱启钤之孙。